# Salzburg Plus (Fernsehsender)
Salzburg Plus war ein regionaler österreichischer Privatfernsehsender mit Sitz in Wals-Himmelreich in Salzburg (Österreich). 
Der Eigentümer, die Salzburg Plus Television GmbH, befand sich mehrheitlich im Besitz der Angermüller Media GmbH und Rinner Media GmbH. Produziert wurde das Programm vom Salzburger Produktionsunternehmen Mediahaus OG, ebenfalls ein Tochterunternehmen der beiden Sendermütter.
Der Sendebetrieb startete am 11. Oktober 2010. Der Sender wurde in Salzburg und Umgebung digital-terrestrisch mittels DVB-T ausgestrahlt und war im Kabel der Salzburg AG auch in HD empfangbar.
Da der Betrieb nicht die erwünschten Umsätze brachte, wurde am 22. Januar 2012 verkündet, dass der Sender den Betrieb mit Ablauf des Monats einstellen wird.